# Brett Hollister
Brett James Hollister (Rotorua, 19 de mayo de 1966) es un deportista neozelandés que compitió en remo como timonel.
Participó en los Juegos Olímpicos de Los Ángeles 1984, obteniendo una medalla de bronce en la prueba de cuatro con timonel. Ganó una medalla de oro en el Campeonato Mundial de Remo de 1983.

## Palmarés internacional
| Juegos Olímpicos   | Juegos Olímpicos             | Juegos Olímpicos  | Juegos Olímpicos   |
| Año                | Lugar                        | Medalla           | Prueba             |
| ------------------ | ---------------------------- | ----------------- | ------------------ |
| 1984               | Los Ángeles (Estados Unidos) | Medalla de bronce | Cuatro con timonel |
| Campeonato Mundial |                              |                   |                    |
| Año                | Lugar                        | Medalla           | Prueba             |
| 1983               | Duisburgo (RFA)              | Medalla de oro    | Cuatro con timonel |